# Susan Abulhawa
Susan Abulhawa (em árabe: سوزان أبو الهوى; Kuwait, 3 de junho de 1970) é uma jornalista, intelectual e ativista palestino-americana de direitos humanos. 
Autora de vários livros, é fundadora da organização não-governamental Playgrounds para a Palestina.

## Biografia
Abulhawa nasceu em 1970, no Kuwait. Seus pais, naturais de Jerusalém, eram refugiados da Guerra dos Seis Dias. Sua mãe, na época, estudava na Alemanha e só conseguiu se reunir com o marido na Jordânia antes de se mudarem para o Kuwait onde Susan nasceu. Depois de viver em diferentes países árabes, ela emigrou para os Estados Unidos aos 13 anos. Estudou Ciências Biomédicas na Universidade da Carolina do Sul e trabalha nesta área de atividade.
Em 2001, ela fundou uma organização não-governamental, Playgrounds para a Palestina, para a construção de playgrounds em campos de refugiados. Em 2002, visitou o campo de refugiados de Jenin como observador internacional, como resultado da Operação Escudo Defensivo das Forças de Defesa de Israel. Sua vocação literária é essencial para ela durante esta estadia no Oriente Médio, com a vontade de contar através da criação romântica a dolorosa história dos habitantes da Palestina e compreender a crueldade das situações. Também é influenciada pelo pensamento do palestino-americano Edward Said sobre a necessidade de uma narrativa palestina de eventos na Palestina.
Vive em Yardley, Pensilvânia. Ela também trabalha em jornalismo e publica em vários jornais americanos e internacionais. Paralelamente, ela contribui para várias antologias e é dedicada à redacção de novelas. A primeira dessas novelas, Mornings in Jenin, foi originalmente lançada em 2006 sob um título diferente, The Scar of David. Torna-se um best-seller internacional, traduzido para 30 idiomas. A novela descreve a história de uma família por várias gerações, no contexto do conflito israelo-palestino.
Sua segunda novela, The Blue Between Sky And Water, foi traduzida em 19 idiomas, mesmo antes do lançamento. Foi publicado no Reino Unido em 4 de junho de 2015 e foi nos Estados Unidos em 1 de setembro de 2015.

## Principais publicações
- Shattered Illusions, Amal Press, 2002.
- Searching Jenin, Cune Press, 2003.
- The Scar of David, Roman, Journey Publications, 2006.
- Mornings in Jenin, Bloomsbury, 2010. Roman, re edición de The Scar of David.
- Seeking Palestine: New Palestinian Writing on Exile and Home, Interlink Publishing, 2012.
- My Voice Sought The Wind, Just World Books, 2013. Poesías
- The Blue Between Sky and Water, Bloomsbury, 2015.